# 胡光镇
胡光镇（1927年8月26日—2023年1月23日） ，江苏省松江（现属上海市）人，电子工程及通信技术专家，致力于通信电子技术研究。1948年毕业于交通大学电子系。曾在民航局、电子工业部和总参等研究部门任主任工程师、总工程师及研究员等职。1996年获得国家级科学技术进步特等奖，1997年当选中国工程院院士，2001年获得国家级科技进步一等奖。

## 头衔
- 中国通信学会及电子学会会士
- 中国通信学会理事及中国电子学会通行学会委员
- 国家无线电管理局咨询专家组成员